# Thierry Samitier
 (novembre 2014).
Si vous disposez d'ouvrages ou d'articles de référence ou si vous connaissez des sites web de qualité traitant du thème abordé ici, merci de compléter l'article en donnant les références utiles à sa vérifiabilité et en les liant à la section « Notes et références ».
Thierry Samitier est un acteur, humoriste et auteur français, né le 24 novembre 1963 à Mantes-la-Jolie.
Il s'est fait connaître grâce à l'émission Nulle part ailleurs, dans laquelle il jouait, entre 1999 et 2001, un faux spectateur qui posait des questions décalées aux invités de l'émission.
De 2012 à 2017, il joue dans la série humoristique Nos chers voisins sur TF1 dans laquelle il incarne l'un des rôles principaux. Il a également participé à la série Scènes de ménages sur M6 en tant qu'acteur et scénariste.
Il joue régulièrement dans des pièces de théâtre et des seul-en-scène.

## Biographie

### Famille
Né à Mantes-la-Jolie, Thierry Samitier a grandi dans les Yvelines, son père, André Samitier, y étant notamment député et maire de Gargenville.

### Formation et débuts professionnels
Il est titulaire d'un diplôme de 3e cycle en économie. Il a d'abord exercé dans un centre de prévisions conjoncturelles, avant de se tourner vers l'écriture et la comédie.

### Carrière artistique
Petit à petit, après les poèmes et les chansons, il écrit des sketches, puis ses premiers spectacles solo (Comédie de Paris, Rochefort, Saint-Gervais, La Baule, etc.).
En 1999, il devient trublion professionnel sur Canal+ dans l'émission Nulle part ailleurs où il se fait passer pour un spectateur dans le public se présentant comme étant originaire de Cergy-Pontoise, posant des questions décalées, souvent impertinentes et parfois drôles, adressées aux invités de l'émission.
Dès 2004, il se met à écrire des comédies : Ta gueule, je t'aime et Concessions. La première est lancée à la Comédie de Paris avec Marie-Sohna Condé, la comédienne étoilée. La pièce est reprise aux cours Florent ainsi que par diverses compagnies en France. Elle a été interprétée au Festival d'Avignon, Montpellier, Angers, pour revenir à Paris après un petit détour par le Luxembourg. La deuxième voit le jour en 2005 au Sudden Théâtre. Elle est sacrée meilleure comédie à Lyon, au festival Le Noël de la comédie, la même année.
En 2006, il écrit, réalise et interprète son premier court-métrage : Hold up qui sera sélectionné à Ciné sans filet (Limoux), au Prix de Court à Lausanne (Suisse), Rouyn Noranda (Canada), à DaKino (Bucarest), au Schwenninger Short Film Festival (Allemagne) ainsi qu'au Brooklyn International Film festival (États-Unis).
À partir de 2007, il joue Embrassez-moi !, son premier spectacle solo sur la scène du Palais des Glaces. Il jouera ensuite ce spectacle au Théâtre du Gymnase en 2008, qui sera diffusé par la chaîne de télévision Direct 8.
Parallèlement, la télévision commence à s'intéresser à lui, et c'est ainsi qu'il participera à des séries télévisées : tout d'abord en tant qu'acteur dans la série Tongs et paréo sur M6 en 2009, aux côtés de Claudia Tagbo, David Salles, Delphine McCarthy, Gil Alma, Wahid Bouzidi notamment, ensuite en tant qu'un des auteurs de la série Scènes de ménages sur la même chaîne, avant d'y être aussi sollicité pour jouer le personnage de Didier, neveu de Raymond et Huguette.
Suivent ensuite deux projets de spectacle solo qui voient le jour respectivement en 2010 (Le Monte-Cristo Show) et en 2011 (Pourquoi j'ai quitté Sharon Stone).
À partir de juin 2012, il fait partie du casting de la série Nos chers voisins sur TF1 dans laquelle il incarne Aymeric Dubernet-Carton, l'un des personnages principaux. La série humoristique a accumulé plusieurs records d'audience. Il jouera ce rôle jusqu'à l'arrêt de la série  par la chaîne, en juin 2017[réf. nécessaire].
En 2013, il lance au Café de la Gare un troisième spectacle solo intitulé J'en étais où ?, mis en scène par Pascal Légitimus. Ce spectacle est joué dans plusieurs grandes villes de France par la suite (Lille, Nantes, Nice, Bordeaux, Marmande…).
En 2014, il joue dans la pièce Jupe obligatoire au Théâtre du Gymnase, une comédie écrite par Dominique Coubes et Nathalie Vierne, avec Lilou Fogli, Olga Sekulic et Ludovic Berthillot.
La même année, il incarne Gérard Duvivier, l'époux de Chantal Ladesou au Théâtre Saint Martin dans la pièce Nelson qui deviendra le succès théâtral de la saison 2014-2015.
À l'automne 2015, il participe comme candidat à la sixième saison de l'émission Danse avec les stars sur TF1, aux côtés de la danseuse Emmanuelle Berne, et termine neuvième de la compétition.
En juillet 2016, il crée son nouveau seul en scène : Parcours du (con)battant au Festival d'Avignon, pièce qu'il reprendra à Paris, à la Comédie Saint Michel jusqu'en juin 2017.
En septembre 2016, il devient chroniqueur sur France Musique tous les mercredis matin à 8h55 dans La Chronique du siècle.
En octobre 2016, il fait une apparition dans le film Daddy Cool réalisé par Maxime Govare.
Il participe à l'émission Fort Boyard du 15 juillet 2017, sur France 2, avec à ses côtés Camille Cerf (Miss France 2015), Nelson Monfort, Magloire, Gérard Vivès et Agathe Auproux en faveur de l'association Les Bonnes Fées. Il se fait remarquer par les fous rires qu'il provoque à la suite de la perte de son short lors de l'épreuve du tunnel,.
En 2020, entre deux confinement, il crée, avec l'humoriste marseillais Kamel Bennafla, un spectacle sous forme de confrontation en sketchs Le choc Paris-Marseille à la comédie des Suds à Marseille.

### Violences sexuelles
En octobre 2019, plusieurs femmes l'accusent de gestes déplacés ou d'agressions sexuelles commises dans le cadre de la pièce Boeing Boeing ou du tournage de la série Nos chers voisins, dont deux actrices ayant déposé une main courante,. L'acteur dément publiquement ces accusations. Cet épisode de sa vie lui inspire un livre, intitulé Surprise !, qui relate les déboires d'un acteur victime d'une campagne de diffamation publique. Il est placé en garde à vue, en mai 2023, dans le cadre de l'enquête, puis jugé en 2025 pour harcèlement et agressions sexuelles. Il est condamné le 14 mai 2025 à dix mois de prison avec sursis.

## Filmographie

### Cinéma
- 2006 : Madame Irma, film de Didier Bourdon : le vendeur
- 2006 : Hold up, court-métrage de Thierry Samitier (également scénariste) : le malfrat
- 2006 : Un peu, beaucoup, voire… pas du tout !, de Thierry Espasa : Thierry
- 2008 : Hello Goodbye, de Graham Guit[réf. nécessaire]
- 2008 : Afrique !, court-métrage de Hervé Lavayssière : Pierrot
- 2016 : Heureux comme dans les bras d'une femme d'Aurélien Gabrielli
- 2017 : Daddy Cool, film de Maxime Govare : le vieux mec dégoûtant
- 2020 : Coolos Muchachos, court-métrage de Gabriel Guerra Taveira : Patrick
- 2020 : La fuite,  court-métrage d'Aurélien Gabrielli : le patron

### Télévision
- 2006 : Granny Boom, de Christiane Lehérissey (téléfilm sur France 2) : le professeur de chimie
- 2009 : Tongs et paréo (fiction courte sur M6) : Henry-Bernard (« HB »)
- 2012-2017 : Nos chers voisins (série télévisée sur TF1) : Aymeric Dubernet-Carton
- Date à déterminer - Scènes de ménages (série sur M6) : Didier, le neveu de Raymond et Huguette (+ scénariste de 375 épisodes entre 2009 et 2012)
- 2013 : Deux flics sur les docks (série télévisée sur France 2), épisode 5 : La Nuit du naufrage : Jacques Kilian
- 2014 : Joséphine, ange gardien (série télévisée sur TF1) - saison 18, épisode 2 : Les Boloss : Jean Tranchon (le proviseur)
- 2016 : À votre service, de Florian Hessique (série télévisée sur MCE) : le représentant de commerce (saison 3)
- 2018 : Tandem (série télévisée sur France 3) - saison 2, épisode 9 : Touché, coulé : Jacques Delmas

### Web
- 2012 : YouHumour : acteur et scénariste de 5 épisodes
- 2018 : Didier # 3 : chef du bonheur, vidéo réalisée par Benjamin Vernet (écrite par Panayotis Pascot et Zack Levera) : Marcel

## Émissions
Cette section dresse la liste des émissions où Thierry Samitier a un rôle particulier et non celles où il est simplement invité.

### Télévision
- 2000 : Nulle part ailleurs sur Canal + : chronique La Question
- 2001 : Nulle part ailleurs sur Canal + : chronique Le Portrait de l'invité
- 2002 : Campus, magazine culturel sur France 2 présenté par Guillaume Durand : chronique J'ai rencontré l'invité
- 2015 :  Danse avec les stars (saison 6) sur TF1 : candidat
- 2016, 2017 et 2019 : Fort Boyard sur France 2 : participant
- 2018 et 2019 : Le Grand Concours des humoristes sur TF1 : candidat

### Radio
- 2016-2017 : La Chronique du siècle sur France Musique.

## Théâtre
- 1995-1997 : Insoutenable !, spectacle solo (Prix Sacem à Saint-Gervais, Premier Prix aux festivals de Tournon-sur-Rhône, Villard-de-Lans, Super Dévoluy ; Prix du Jury et prix du Public au festival de Bierges (Belgique), création à Avignon ; Festival Juste pour Rire à Montréal ; Festival Performance d'acteur à Cannes
- 1998-1999 : Je mourrais pour toi si j'en avais les moyens (spectacle solo), Théâtre Trévise, Comédie de Paris
- 2003 : Ta gueule, je t'aime et concessions : création au Festival d'Avignon
- 2004 : Que mes draps s'en souviennent (spectacle solo) (Prix du jury et du public au Festival de La Baule, Prix de la culture francophone et Grand Prix au Festival du Rire de Rochefort), Ciné 13 Théâtre
- 2004-2005 : Ta gueule, je t'aime et concessions, avec Marie-Sohna Condé, Ciné 13 Théâtre, Avignon, Comédie de Paris
- 2006 : Concessions, de Thierry Samitier, avec Marie-Sohna Condé (élue Meilleure Comédie au Festival Le Noël de la Comédie à Lyon), Sudden Théâtre
- 2007-2008 : Embrassez-moi !, spectacle solo, Petit Palais des Glaces, Théâtre du Gymnase
- 2010 : Le Monte Cristo Show, Théâtre d'Edgar
- 2011 : Pourquoi j'ai quitté Sharon Stone, spectacle solo, Théâtre de l'Archipel, tournée en France et au Québec
- 2013 : J'en étais où ?, spectacle solo, lancement au Café de la Gare, puis plusieurs dates en province
- 2014 : Jupe obligatoire, pièce de théâtre de Dominique Coubes et de Nathalie Vierne, Théâtre du Gymnase
- 2014-2015 : Nelson, de Jean-Robert Charrier, mise en scène d'Olivier Macé et Jean-Pierre Dravel, Théâtre de la Porte-Saint-Martin
- 2016-2017 : Parcours du (con)battant, seul en scène, Théâtre de la contrescarpe, Festival d'Avignon, Comédie Saint Michel.
- 2018-2019 : Boeing Boeing de Marc Camoletti, mise en scène de Philippe Hersen, théâtre Daunou
- 2018-2019 : Révolution, spectacle solo
- 2020 : Le choc Paris-Marseille à la comédie des Suds à Marseille
- 2020-2021 : Si tu parviens à la faire rire, de lui même
- 2021-2024 : Je suis yoga, de lui même

## Publication
- 2021 : Surprise !, éditions FDeville[15]